# Szohner Antal
Szohner Antal, Szohner Antal Rudolf (Baja, 1847. április 1. – Budapest, 1911. március 26.) honvédelmi miniszteri tanácsos. Szohner Olga színésznő édesapja.

## Életútja
Szohner Miklós és Sommer Cecília fiaként született. Középiskolai tanulmányait Baján végezte, jogot pedig a pesti egyetemen hallgatott. Az 1870-es években a magyar királyi honvédelmi minisztérium kötelékébe lépett, ahol 1905. március 23-án miniszteri tanácsossá nevezték ki. Fiatal korában több előkelő szépirodalmi és politikai napilapnak volt belmunkatársa és többnyire tárcaírással foglalkozott. Szép sikert aratott a színműírás terén is. „A vén bűnös” című népszínművét a kolozsvári nemzeti színházban adták elő. „A huszárosan” című vígjátéka először a nagyváradi Szigligeti-színházban, „Az anyós” című négyfelvonásos vígjátékát pedig, – amelyről a fővárosi sajtó is kedvező bírálatot mondott, – nemcsak a fővárosban, hanem igen sok vidéki színpadon adták elő nagy sikerrel. A két utóbbi színdarab nyomtatásban is megjelent. 1888-ban az Országos Színészegyesület egyik becsült tanácsosa volt. Érdemeiért megkapta a Lipót-rend lovagkeresztjét.

## Színművei
- A vén bűnös, népszínmű, a kolozsvári Nemzeti Színházban nagy sikerrel adták.
- Huszárosán, vígjáték. Nagyváradon adták elő.
- Az anyós, vígjáték 3 felvonásban. Bemutatták 1907. augusztus 27-én, a Városligeti Színkörben.